# Philadelphia (film)
Philadelphia (v anglickém originále Philadelphia) je americký dramatický film z roku 1993. Režisérem filmu je Jonathan Demme. Hlavní role ve filmu ztvárnili Tom Hanks, Denzel Washington, Jason Robards, Antonio Banderas a Joanne Woodwardová.

## Děj
Andrew Beckett je mladý, talentovaný právník pracující v prestižní právnické firmě Wyant & Wheeler ve Filadelfii. Je váženým a oceňovaným zaměstnancem s nadějnou kariérou. Před kolegy v práci však tají dva zásadní fakty ze svého života – svou homosexualitu a skutečnost, že je HIV pozitivní. O jeho orientaci a nemoci ví pouze jeho rodina, která ho plně podporuje, a jeho partner Miguel Alvarez, se kterým žije ve šťastném vztahu.
Beckettova kariéra nabere zlomový směr ve večer, kdy mu partneři firmy svěří důležitý případ společnosti Highline proti Sander System. Během tohoto setkání si jeden z partnerů, Walter Kenton, všimne léze na Beckettově čele. Přestože Beckett vysvětluje, že jde o zranění z ricochetu, Kenton v ní rozpoznává Kaposiho sarkom – příznak AIDS, který zná z předchozího případu jiné klientky nakažené při krevní transfuzi.
V následujících dnech Beckett usilovně pracuje na případu, přestože se jeho zdravotní stav zhoršuje a je pro něj stále obtížnější skrývat kožní léze způsobené AIDS. Zůstává několik dní doma ve snaze najít způsob, jak léze zamaskovat. Dokončí důležitou dokumentaci k případu a zanechá pokyny svým asistentům, aby ji následující den založili – v den, kdy vyprší promlčecí lhůta. Druhý den však dokumentaci nelze najít a není ani v počítači. Nakonec je nalezena na jiném místě a podána na poslední chvíli. Následující ráno je Beckett pozván na schůzku, kde je propuštěn pod záminkou profesního pochybení.
Beckett je přesvědčen, že dokumentace byla úmyslně skryta, aby firma měla záminku k jeho propuštění, a že skutečným důvodem jeho vyhazovu je jeho nemoc a sexuální orientace. Rozhodne se firmu žalovat za diskriminaci. Postupně osloví devět právníků, ale všichni odmítnou jeho zastupování. Jeho poslední nadějí je Joe Miller, afroamerický právník známý z televizních reklam, kterého Beckett zná jako protivníka z dřívějšího případu. Miller zpočátku případ odmítne, protože se necítí dobře v přítomnosti člověka s AIDS a netají se svou averzí vůči homosexuálům. Dokonce ihned navštíví svého lékaře, aby zjistil, zda se nemohl nakazit při běžném kontaktu. Když však Miller později v právnické knihovně náhodou vidí, jak je Beckett diskriminován a vyloučen kvůli své nemoci, začne přehodnocovat svůj postoj. Vidí paralelu s rasovou diskriminací, kterou sám zažil, a rozhodne se Becketta zastupovat.
Během soudního procesu partneři firmy vypovídají, že Beckett byl nekompetentní a záměrně se snažil skrýt svůj zdravotní stav. Obhajoba opakovaně zdůrazňuje, že si Beckett AIDS přivodil sám dobrovolným homosexuálním stykem s cizími lidmi. Miller dokazuje viditelnost Beckettových lézí tím, že ho požádá, aby si před soudem rozepnul košili. Během procesu se Millerova homofobie postupně vytrácí a mezi oběma muži se rozvíjí přátelství. Beckettův stav se během procesu zhoršuje a po výpovědi Charlese Wheelera, partnera, kterého nejvíce obdivoval, kolabuje a je hospitalizován. Partner Bob Seidman se přizná, že tušil Beckettovu diagnózu, ale nikdy to nikomu neřekl a nedal mu příležitost o tom mluvit, čehož nyní hluboce lituje.
Během Beckettova pobytu v nemocnici porota rozhodne v jeho prospěch a přizná mu odškodnění ve výši přes 5 milionů dolarů za ztrátu zaměstnání, bolest, utrpení a jako sankční náhradu škody. Miller navštíví viditelně umírajícího Becketta v nemocnici a překoná svůj strach natolik, že se dotkne jeho tváře. Po odchodu rodiny Beckett řekne Miguelovi, že je "připraven". Téže noci Miguel telefonicky informuje Millera a jeho ženu o Beckettově smrti.
Film končí vzpomínkovým setkáním v Beckettově domě, kde se truchlící, včetně Millera a jeho rodiny, dívají na domácí videa zachycující Becketta jako šťastné dítě. Účastní se ho i partner Bob Seidman, který vyjadřuje svou lítost nad celou situací.

## Obsazení
| Tom Hanks           | Andrew Beckett    |
| Denzel Washington   | Joe Miller        |
| Jason Robards       | Charles Wheeler   |
| Antonio Banderas    | Miguel Álvarez    |
| Joanne Woodwardová  | Sarah Beckettová  |
| Robert W. Castle    | Bud Beckett       |
| Mary Steenburgenová | Belinda Conineová |
| Ann Dowd            | Jill Beckett      |
| Charles Napier      | Lucas Garnett     |

## Ocenění
Tom Hanks získal za roli v tomto filmu Oscara a Zlatý glóbus. Stejná ocenění si odnesl i Bruce Springsteen za titulní píseň filmu „Streets of Philadelphia.“ Film byl dále nominován na tři Oscary (nejlepší scénář, masky a hudbu), Zlatý glóbus (nejlepší scénář) a cenu BAFTA (nejlepší scénář).